# Vitaly Akhramenko
Vitaly Akhramenko est un boxeur pieds-poings biélorusse né le 22 novembre 1977. Il mesure 1,92 m pour 97 kg.
Akhramenko a été découvert par le public français lors d'un tournoi K-1 organisé à Bercy en 2003. En combat d'encadrement, le biélorusse affrontait Jérôme Le Banner. Même si le français n'a jamais été inquiété, Akhramenko a prouvé qu'il était un boxeur courageux. 
Akhramenko a été finaliste du K-1 GP Italie 2004.

## Quelques victoires
- 01/12/01   contre le japonais Takeru par décision au 5e round
- 02/04/03   contre le russe Bislan Dokayev par KO
- 09/04/03   contre le russe Andrei Kindich par décision
- 16/04/03   contre le biélorusse Sergei Gur par décision
- 31/10/03   contre l'américain Dewey Cooper par décision au 5e round
- 24/04/04   contre le croate Ante Varnica par décision au 3e round
- 24/04/04   contre le français Freddy Kemayo par décision au 3e round
- 18/09/04   contre le suisse Xhavit Bajrami par décision au 5e round
- 25/10/04   contre le hongrois Tihamer Brunner par décision au 3e round
- 30/10/04   contre le français Christophe Caron par KO au 1er round
- 06/05/05   contre le suisse Petar Majstorovic par décision au 3e round

Akhramenko a été battu notamment par Perry Ubeda, Jorgen Kruth, Jérôme Le Banner, Gregory Tony, Badr Hari et Gokhan Saki.